# Juncus tiehmii
Juncus tiehmii là một loài thực vật có hoa trong họ Juncaceae. Loài này được Ertter mô tả khoa học đầu tiên năm 1986.